# Собат
Со́бат (Бахр-эль-Асфар) — река в Южном Судане, правый приток реки Белый Нил (впадает в него около города Малакаль).

## География
Река Собат образуется слиянием рек Баро и Пибор на границе Южного Судана и Эфиопии. Течёт на северо-запад по горной местности и через саванны. Впадает в Белый Нил к юго-западу от города Малакаль. Длина реки составляет 306 км (вместе с самым длинным из притоков — около 730 км). Площадь бассейна — 250 тыс. км². Максимальный расход воды в ноябре, средний расход — 412 м³/с. В период летних дождей судоходна от города Насир.

## История
Реку исследовала экспедиция Селима Бимбаши в количестве 400 человек, стартовавшая из Хартума 16 ноября 1839 года.